# Бирюков, Юрий Сергеевич (общественный деятель)
Ю́рий Серге́евич Бирюко́в, известный под псевдонимом Фе́никс (укр. Юрій Сергійович Бірюков; род. 23 октября 1974, Николаев, УССР, СССР) — украинский общественный деятель, советник президента Украины Петра Порошенко (с августа 2014 года до мая 2019 года), помощник министра обороны Украины Степана Полторака (с октября 2014 года).
Предприниматель и волонтёр, занимающийся материально-техническим обеспечением украинских войск через созданную им группу «Крылья Феникса»,

## Биография
Юрий Бирюков родился 23 октября 1974 года в Николаеве. С 1981 по 1991 год учился в николаевской средней школе № 22, по окончании школы поступил в Днепропетровский медицинский институт но не окончил его. Приблизительно с 1994 года живёт и работает в Киеве. Много лет работал в реанимации. До февраля 2014 года работал директором по развитию в туристической компании. Владеет IT-бизнесом в США и агропроектом в Николаевской области.
C 1 декабря 2013 года принимал участие в Евромайдане в качестве волонтёра-медика. В марте 2014 года создал группу волонтёров «Крылья Феникса». Группа занималась обеспечением украинской армии после фактической утраты Украиной Крыма и продолжила работу во время боевых действий на востоке Украины. 13 августа 2014 года президент Украины Петр Порошенко назначил Бирюкова своим советником, а 5 октября Бирюков был назначен помощником министра обороны Украины Валерия Гелетея по вопросам материального обеспечения вооружённых сил. После отставки Гелетея продолжил свою работу под руководством нового министра Степана Полторака. В настоящее время занимается реформой материально-технического снабжения вооружённых сил и порядка мобилизации военнообязанных, считает, что роль добровольцев-контрактников в армии должна расти.

## «Крылья Феникса»
После аннексии Россией Крыма в 2014 году и с началом военного противостояния на востоке Украины Юрий Бирюков занялся помощью украинской армии. Созданная им группа «Крылья Феникса» закупала рации, спальные мешки, бронежилеты, защитные каски. Бирюков организовал собственное производство бронежилетов, за полтора месяца поставил в зону АТО больше двух тысяч бронежилетов. На собранные группой средства был восстановлен транспортный самолёт Ан-26 и построен штаб для 10-й Сакской бригады морской авиации под Николаевом. Благодаря помощи Юрия Бирюкова 21 июля 2014 года удалось вывезти 80 тяжелораненых солдат 79-й десантной бригады из окружения в Луганской области. Бирюков также принимал участие в организации возвращения десантников этой бригады 8 августа 2014 года в Николаев.
Волонтёры взяли под опеку 72-ю гвардейскую механизированную бригаду, 26-ю Бердичевскую артиллерийскую бригаду, 25-ю Днепропетровскую десантную бригаду, 15-ю Бориспольскую бригаду транспортной авиации, 10-ю Сакскую бригаду морской авиации и 79-ю Николаевскую десантную бригаду. Опеку над последней Бирюков курирует лично. В августе 2014 года при поддержке Бирюкова при 79-й бригаде создан 3-й добровольческий батальон «Феникс».
По состоянию на начало июля 2014 «Крылья Феникса» собрали больше 10 миллионов гривен пожертвований, а на сентябрь — 50 млн. Летом 2014 года группа получала в среднем 250—300 тысяч гривен в день. По состоянию на июнь 2014 в группе было задействовано около тридцати человек.

## Семья
Женат на Татьяне Бирюковой, воспитывает с ней двоих детей.

## Награды
- Орден «За заслуги» III степени (23 августа 2014 года) — за значительный личный вклад в государственное строительство, социально-экономическое, научно-техническое, культурно-просветительское развитие Украины, весомые трудовые достижения и высокий профессионализм[16].
- Орден Богдана Хмельницкого III степени (4 декабря 2014 года) — за гражданское мужество, весомый личный вклад в развитие волонтёрского движения, усиление обороноспособности и безопасности Украинского государства[17].